# Eustomias tenisoni
Eustomias tenisoni es una especie de pez de la familia Stomiidae en el orden de los Stomiiformes.

## Morfología
• Los machos pueden llegar alcanzar los 18,7 cm de longitud total.

## Hábitat
Es un pez de mar y de aguas  tropicales(33°N-22°S).

## Distribución geográfica
Se encuentra en el  Atlántico oriental (Santa Helena) y en el  Atlántico occidental (desde los Estados Unidos hasta Bahamas y, también, frente a las costas del Brasil ).